# Trevor Smandych
Trevor Smandych, soprannominato "TNT" (8 giugno 1978), è un thaiboxer e kickboxer canadese.
Trevor è uno dei migliori lottatori canadesi combattenti anche all'estero, con parecchi titoli internazionali.

## Biografia
Trevor inizia ad allenarsi sin dagli 11 anni nel karate, sotto la guida del maestro Mike Miles. Comincia a fare pratica nella thaiboxe e nel kickboxing a 13 anni, preferendo il full contact a tutte le altre discipline.

### Carriera
A 16 anni vince il suo primo incontro ufficiale contro un lottatore più grande, così Miles gli dà il soprannome "TNT", per la sua tendenza ad esplodere sul ring.
Diventa più volte Campione Intercontinentale WMC e, nel 2007, partecipa al reality show The Contender Asia, dove viene sconfitto e, conseguentemente, eliminato dal thailandese Naruepol Fairtex.
| Data              | Risultato | Avversario          | Luogo        | Metodo           | Round |
| ----------------- | --------- | ------------------- | ------------ | ---------------- | ----- |
| 20 settembre 2008 | Vittoria  | Aaron Fisher        | Calgary      | TKO              | 3     |
| 19 gennaio 2008   | Vittoria  | Steve Neuman        | Calgary      | KO               | 1     |
| 5 settembre 2007  | Sconfitta | Naruepol Fairtex    | Singapore    |                  |       |
| 12 maggio 2007    | Sconfitta | Shane Campbell      | Jacksonville |                  |       |
| 27 aprile 2007    | Vittoria  | Thai Quoc Le Nguyen | Calgary      | TKO              | 2     |
| 8 aprile 2006     | Vittoria  | Naoto Seki          | Calgary      |                  |       |
| 28 gennaio 2006   | Vittoria  | Gil Silva           | Calgary      |                  |       |
| 5 novembre 2005   | Sconfitta | Ait Said            | Lethbridge   | KO               | 2     |
| 25 settembre 2005 | Vittoria  | Alex Arnal          | Lethbridge   | KO               | 1     |
| 23 luglio 2005    | Vittoria  | Shawn Yacoubian     | Vancouver    |                  |       |
| 11 giugno 2005    | Sconfitta | Remy Bonnel         | Tampa        |                  |       |
| 14 maggio 2005    | Vittoria  | Murthel Groenhart   | Lethbridge   |                  |       |
| 10 aprile 2005    | Pareggio  | Murthel Groenhart   | Londra       | ―                |       |
| 19 febbraio 2005  | Vittoria  | Melvin Murray       | Lethbridge   | TKO              | 3     |
| 18 dicembre 2004  | Vittoria  | Jeff Perry          | Atlanta      | TKO              | 3     |
| 4 ottobre 2004    | Vittoria  | Peter Kaljevic      | Calgary      |                  |       |
| 16 maggio 2004    | Vittoria  | Sak Nayagam         | Londra       |                  |       |
| 19 aprile 2004    | Vittoria  | Mark Brackenbury    | Calgary      | Decisione 2 su 3 |       |
| 19 aprile 2004    | Vittoria  | Rami Ibrahim        | Calgary      |                  |       |
| 19 aprile 2004    | Vittoria  | Juan Carlos Pérez   | Calgary      | KO               | 1     |
| 23 luglio 2003    | Vittoria  | Jamie Leung         | Bangkok      |                  |       |
| 22 febbraio 2003  | Vittoria  | Joe Zychowka        | Calgary      |                  |       |
| 22 febbraio 2003  | Vittoria  | Rogelio Romero      | Calgary      | TKO              | 1     |
| 22 febbraio 2003  | Vittoria  | Carlos Gutierrez    | Calgary      | KO               | 2     |
| 2 novembre 2002   | Vittoria  | Kurt Finlayson      | Calgary      |                  |       |
| 14 settembre 2002 | Vittoria  | Dan Rawlings        | Calgary      | TKO              | 3     |
| 27 aprile 2002    | Vittoria  | Atsushi Atsuke      | Calgary      | KO               | 2     |
| 16 novembre 2001  | Vittoria  | Rambo Ban MuayThai  | Calgary      |                  |       |
| 12 maggio 2001    | Sconfitta | Andrei Popov        | Mosca        |                  |       |
| 28 aprile 2001    | Vittoria  | Mark Geoffrey       | Calgary      | TKO              | 2     |
| 4 novembre 2000   | Vittoria  | Mirko Lerch         | Calgary      |                  |       |
| 6 maggio 2000     | Vittoria  | Charun Sacharunchai | Calgary      | KO               | 3     |